# 소리꾼
《소리꾼》은 2020년에 개봉한 대한민국의 영화이다.

## 캐스팅
- 이봉근 : 학규 역
- 이유리 : 간난 역
- 김하연 : 청이 역
- 박철민 : 대봉 역
- 김동완 : 몰락 양반 역
- 김민준 : 김준 역
- 정무성 : 조만채 역
- 임성철 : 활인거사 역
- 김병춘 : 막동 역
- 정인기 : 조행수 역
- 한인수 : 김태효 역
- 김강현 : 도씨(도거명) 역
- 오지혜 : 독살주모 역
- 박재민 : 남민 역
- 지태양 : 고태철 역
- 김준형 : 이도언 역
- 차정환 : 김봉창 역
- 김혁종 : 우칠 역
- 류신 : 오사무 역
- 김유나 : 향이 역
- 송철호 : 심봉사 역
- 김병철 : 남경선인 역
- 임형태 : 두물 역
- 이나리 : 소릿기생 역
- 박가영 : 소월 역
- 송민경 : 명월 역
- 고수진 : 향월 역
- 문채영 : 사월 역
- 남상지 : 젊은 마님 역
- 최대성 : 아전 역
- 이지수 : 노역인부 역
- 구본진 : 마씨 역
- 김시호 : 두식 역
- 김신광 : 총각 역
- 박신혜 : 국밥집 주모 역
- 정순미 : 김초시네 유모 역
- 정원형 : 부패관원 역
- 박소은: 아픈 아낙네 역
- 정강홍 : 왜구 역
- 정종욱 : 약방주인 역
- 정인 : 부관 수하 역
- 최원석 : 부윤대감 역
- 이의수 : 돌 던지는 행인 역
- 박종서 : 윤진사댁 거지 역
- 정재환 : 윤진사댁 스님 역
- 이은석 : 우는 백성 역
- 임기향 : 주막  여인 역
- 김민선 : 동네사람 역
- 황인우 : 동네사람 역
- 조홍우 : 동네사람 역
- 박정철 : 김태효 사저 악사 역
- 박승원 : 김태효 사저 악사 역
- 최용석 : 김태효 사저 악사 역
- 엄지 : 대관영 소리 관기 역
- 이송미 : 대관영 소리 관기 역
- 강민지 : 대관영 소리 관기 역
- 장민성 : 광산 인부 역
- 유태성 : 광산 인부 역
- 김정원 : 광산 인질 역
- 조진영 : 광산 인질 역
- 김문현 : 광산 인질 역
- 명라엘 : 광산 인질 역
- 양하나 : 광산 인질 역
- 전상협 : 암행어사 역
- 노영완 : 암행어사 역
- 조아한 : 암행어사 역
- 류연영 : 김준 수행원 역
- 전준형 : 김준 수행원 역
- 천영암 : 김준 수행원 역
- 김정환 : 김준 수행원 역
- 강성진 : 김준 수행원 역
- 전운종 : 말리는 포졸 역
- 오진욱 : 말리는 포졸 역
- 홍인아 : 대관영 기생 역
- 설윤지 : 대관영 기생 역
- 김시혜 : 대관영 기생 역
- 왕나경 : 대관영 기생 역
- 이시우 : 대관영 기생 역
- 임소현 : 대관영 기생 역
- 이단비 : 대관영 기생 역
- 오진희 : 대관영 기생 역
- 양주빈 : 대관영 기생 역
- 김강희 : 대관영 기생 역
- 이서아 : 대관영 무희 역
- 조혜리 : 대관영 무희 역
- 이주원 : 대관영 무희 역
- 최재정 : 대관영 무희 역
- 정은지 : 대관영 무희 역
- 김수민 : 대관영 무희 역
- 김지현 : 대관영 무희 역
- 유한별 : 대관영 무희 역
- 노아림 : 대관영 무희 역
- 김동진 : 죄수 역
- 임송택 : 죄수 역
- 이현수 : 죄수 역
- 김래윤 : 청이 수중 대역
- 이재혁 : 청이 액션 대역
- 이현석 : 남민 대역
- 김진휘 : 광대패 / 남경상인 역
- 강학수 : 광대패 / 남경상인 역
- 윤석기 : 광대패 / 남경상인 역
- 고석진 : 광대패 / 남경상인 역
- 배정찬 : 광대패 역
- 민현기 : 광대패 역
- 박주현 : 광대패 역
- 이승현 : 황제 역
- 노을 : 황후 역
- 장승연 : 점례 역
- 김윤정 : 침모 역
- 최설 : 삼동 역
- 손진환 : 구례원 역
- 한동규 : 남원원 역
- 강성호 : 송대방 역
- 신유람 : 도방 박씨 역
- 원태희 : 원씨 역
- 조지승 : 원씨부인 역
- 조아인 : 원씨딸 역
- 이규혁 : 정씨 역
- 이남균 : 윤진사 역
- 김명자 : 윤진사 부인 역
- 안신권 : 윤진사댁 양반 역
- 이채령 : 행상녀 역
- 구민혁 : 행상남 역
- 이상희 : 두식이 삼촌 역
- 박원진 : 두식이 삼촌동생 역
- 박태산 : 어사또 부관 역
- 박종상 : 의원 역
- 이일규 : 또랑광대 역
- 전희련 : 또랑광대 역
- 정시연 : 아낙 인질 역
- 홍혜지 : 아낙 인질 역
- 조윤상 : 열혈관객 역
- 김도훈 : 열혈관객 역
- 박진수 : 마당터 관객 역
- 류경환 : 마당터 관객 역
- 진시원 : 농민 역
- 이은정 : 농민 역
- 정재훈 : 부패 포졸 역
- 현오봉 : 부패 포졸 역
- 박영덕 : 부패 포졸 역
- 박종범 : 부패 포졸 역
- 권현제 : 자매조직 역
- 윤준호 : 자매조직 역
- 고명일 : 자매조직 역
- 서호준 : 자매조직 역
- 한동원 : 자매조직 역
- 유서준 : 자매조직 역
- 정시후 : 자매조직 역
- 남승화 : 자매조직 역
- 이동욱 : 역졸 역
- 이창원 : 역졸 역
- 남태하 : 역졸 역
- 이동기 : 역졸 역
- 정동근 : 역졸 역
- 구자건 : 역졸 역
- 공현대 : 역졸 역
- 조나단 : 역졸 역
- 황재운 : 채석장 백성 역
- 박성진 : 대관영 무관 역
- 이웅규 : 대관영 무관 역
- 류성 : 대관영 무관 역
- 김용민 : 대관영 무관 역
- 정현준 : 대관영 무관 역
- 김태환 : 대관영 무관 역
- 김호연 : 대관영 무관 역
- 김수한 : 대관영 무관 역
- 신안식 : 대관영 무관 역
- 김병철 : 대관영 무관 역
- 박범기 : 대관영 무관 역
- 정태영 : 대관영 무관 역
- 변만후 : 대관영 무관 역
- 조한결 : 대관영 무관 역
- 안정호 : 대관영 무관 역
- 박동일 : 대관영 무관 역
- 임주영 : 대관영 무관 역
- 임정욱 : 대관영 악사 역
- 이태강 : 대관영 악사 역
- 윤진우 : 대관영 악사 역
- 신지우 : 대관영 악사 역
- 고창균 : 대관영 악사 역
- 김소리 : 대관영 악사 역
- 천선우 : 대관영 악사 역
- 이주미 : 떡장수 역
- 이필모 : 영조 역 (우정출연)
- 더원 : 상구 역 (우정출연)
- 조상기 : 남경선인 역 (우정출연)
- 박근수 : 곡성원 역 (우정출연)
- 손숙 : 노파 역 (특별출연)
- 최리 : 선의왕후 역 (특별출연)